# 應欽
應欽（1418年—？），字志欽，浙江台州府黃巖縣人，民籍，明朝政治人物。進士出身。

## 生平
浙江鄉試第九十名。景泰二年（1451年）辛未科會試第三十一名，殿試登進士第三甲第一百零二名。

## 家族
曾祖應維召。祖父應谷成。父亲應諤，曾任直隸廣平府學教授。